# Dossier Verhulst
Dossier Verhulst is een Nederlandse dramaserie uit 1986.
De eerste aflevering werd op 7 november 1986 uitgezonden. Inmiddels is de serie ook op dvd verkrijgbaar. De serie is helemaal op video opgenomen.

## Rolverdeling
Hoofdrollen:
- Derek de Lint – Eric Hoogland
- Petra Laseur – Nicolle Lebbink
- Liz Snoijink – Lucy Verhulst – van Delden
- Dolf de Vries – Oscar Verhulst
- Hidde Schols – Gieltje Verhulst
- Manon Alving – Betsie Groen
- Rudi Falkenhagen – Henri Bolleman
- Jules Hamel – Roel Smits
- Pim Vosmaer – Peter de Koning
- Hans Veerman – Bert de Vos

Bijrollen:
- Piet Hendriks – Jan Hoogland
- Teddy Schaank – Tante Sien Willems
- Margreet Heemskerk – Emilie de Graaf
- Diana Dobbelman – Mevrouw Vermeulen
- Bram van der Vlugt – notaris Mathijs van de Velde
- Frans Kokshoorn – accountant Bert Weber
- Filip Bolluyt – Ab van Hamel
- Ben Hulsman – rechercheur Peters
- Marcel Oosterwijk – brigadier Van Gent

Gastrollen:
- Pieter de Wijn – Gerard van Delden
- Joke van den Berg – Mevrouw van Rhoon
- Max Croiset – Rechtbank President
- Nico Jansen – agent
- Con Meijer - timmerman
- Guus Dam - Mr. De Waard
- Marcel Bertsch - wegenwacht
- Ad Noyons - boer
- Flip van Duyn – Officier van Justitie
- Walter van Canoy – conciërge
- Ron Brandsteder – tennisleraar Cees
- Jeanette Holmer – Pien
- Mimi Kok jr. – Mevrouw Dekker
- Serge-Henri Valcke – Meneer Dekker
- Ton Vos – achtervolger
- Anne-Wil Blankers – Mevrouw Donker
- Marc Klein Essink – Meneer Spoelma
- Arthur Boni – Officier van Justitie
- Jaap Maarleveld – boer Klaassen
- Steye van Brandenberg – rechter
- Guus Hoes – Van Heemskerk
- Hans Beijer – Japie Japiks
- Wigbolt van Kruyver – bode
- Ad Fernhout – boekhouder
- Ellisigne Kraaykamp – secretaresse
- Anna Crott – secretaresse
- Wim de Meyer – Henkie de Groot
- Suze Broks – Mevrouw Visscher
- Michiel Kerbosch – Klaassie Visscher
- Hans Pauwels – politierechter
- Saskia ten Batenburg – verdachte
- Cas Baas – deken Venema
- Dick Rienstra – Van der Toorn
- Porgy Franssen – Dirk
- Ab Abspoel – Meneer Hendriks
- Jan Anne Drenth – Meneer van Dam
- Frans Draaisma – barkeeper
- Eva Smith – secretaresse
- Carlos Ballasteros – Don Jacinto
- Paco Blasco Marco – Spaanse ober
- Lauk Hentenaar – technisch rechercheur
- Cees Heyne – arts
- Lucy Visser – verpleegster
- Hans Holtkamp – automonteur
- Sacco van der Made – boer
- Gerard Heystee – EHBO-arts
- Bert Jorritsma – agent
- Letty Oosthoek – Mevrouw Damiaans
- Lex de Regt – Meneer Daniaans
- Sharon Smith – Anne
- Theo Pet – Karel
- Willy van der Griendt – Truus
- Ricardo Sibelo – Rasta
- Jon Bluming – kroegbaas
- Herman Heyerman – pianist

## Afleveringen
1. De Beëdiging
2. Het incident
3. De Echtscheiding
4. De kostschool
5. De verzoening
6. De verleiding begint
7. Het moment van de waarheid
8. De koude Douche
9. De confrontatie
10. De aanslag
11. De vergelding
12. Een nieuwe zet

## Trivia
- In aflevering 2, ‘Het Incident’ en In aflevering 4, 'De Kostschool' wordt tijdens een achtervolging en een enge droom erover een gedeelte van de tune uit De Fabriek gespeeld, de eerste samenwerking van Andrew Wilson en Hans Keuls. Beide series werden gecomponeerd door Ruud Bos en Ton Vos speelde in beide series een ingehuurde crimineel.
- In aflevering 10, 'De Aanslag' als Henri Bolleman in zijn auto naar Santa Domingo in Spanje rijdt, wordt op de radio een stukje van Aan de Amsterdamse grachten in de uitvoering van Wim Sonneveld gespeeld. Het is de enige aflevering waar Chieltje Verhulst niet in voorkomt.
- De Mercedes van Oscar Verhulst in de televisieserie, was oorspronkelijk de Mercedes van Joop van den Ende.
- In het begin krijgt Oscar Verhulst een zegelring van zijn stervende schoonvader, met een familiewapen. Gedurende de serie draagt Oscar die ring aan zijn linkerhand, in de voorlaatste aflevering draagt hij op zolder die ring aan zijn rechterhand. Oscar Verhulst draagt gedurende de serie een gouden zakhorloge.
- In de proloog van aflevering 1, ‘De Beëdiging’ staat er op het nachtkastje van Gerard van Delden een jeugdfoto van zijn overleden vrouw Bella, afbeelding van Liz Snoijink, die in de verdere serie haar dochter Lucy speelt.